# 桑野北町
桑野北町（くわのきたまち）は、福島県郡山市に所在する字である。郵便番号は963-8038。

## 地理
郡山市役所本庁所管地域である市街中心部に属し、住所としては「郡山市字桑野北町」と表記される。北で下亀田、東で桑野、南から西にかけ小関谷地とそれぞれ隣接する。東日本旅客鉄道（JR東日本）郡山駅西側市街地西部に位置し、うねめ通り沿線北側、国道49号沿線西側のごくわずかな一角を範囲とする。民家、集合住宅計2棟のみ立地する。開成に所在する郡山警察署開成山交番、および堂前町に所在する郡山消防署本署がそれぞれ管轄にあたる。

## 世帯数と人口
2024年1月1日現在の世帯数と人口は以下の通りである。
| 町丁     | 世帯数 | 人口 |
| -------- | ------ | ---- |
| 桑野北町 | 6世帯  | 9人  |

## 小・中学校の学区
市立小・中学校に通う場合、学区は以下の通りとなる。
| 番地 | 小学校             | 中学校                 |
| ---- | ------------------ | ---------------------- |
| 全域 | 郡山市立桑野小学校 | 郡山市立郡山第六中学校 |

## 交通

### 道路
域外至近に国道49号、福島県道142号河内郡山線（うねめ通り）が通る。